# 梧州地区
梧州地区是中国广西历史上的一个地区，1971年由梧州专区该设，后又更名为贺州地区。

## 历史沿革
- 1971年梧州专区改称梧州地区。
- 1997年梧州地区改置贺州地区，辖贺州市（县级）及钟山、昭平、贺县和富川瑶族自治县。行政公署驻贺州市。
- 2002年撤销，改设地级贺州市；原县级贺州市改置八步区。